# Блекфраєрс (станція)
51°30′42″ пн. ш. 0°06′11″ зх. д. / 51.511667° пн. ш. 0.103056° зх. д.

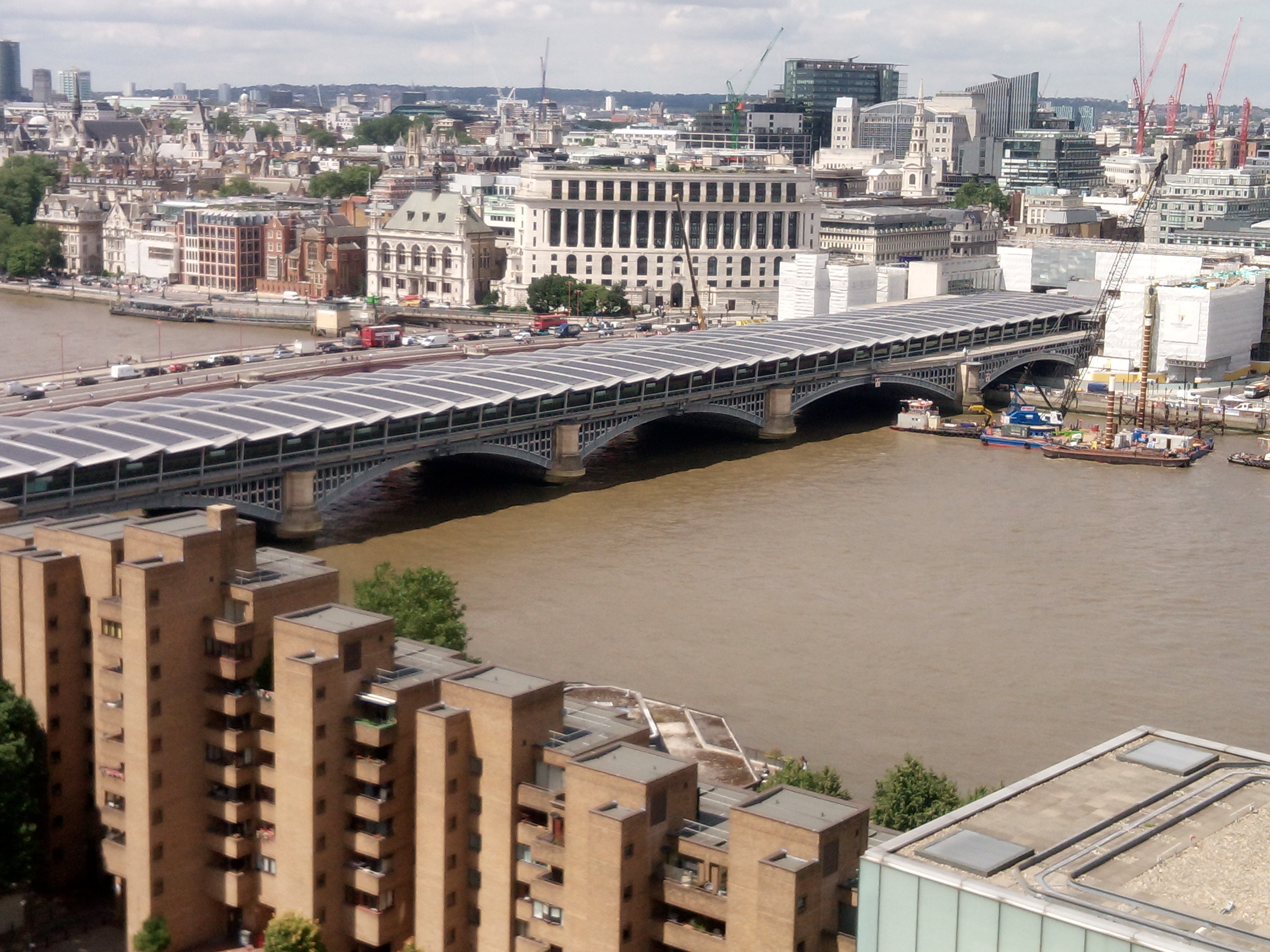
Дах станції покрито сонячними батареями для виробництва електроенергії

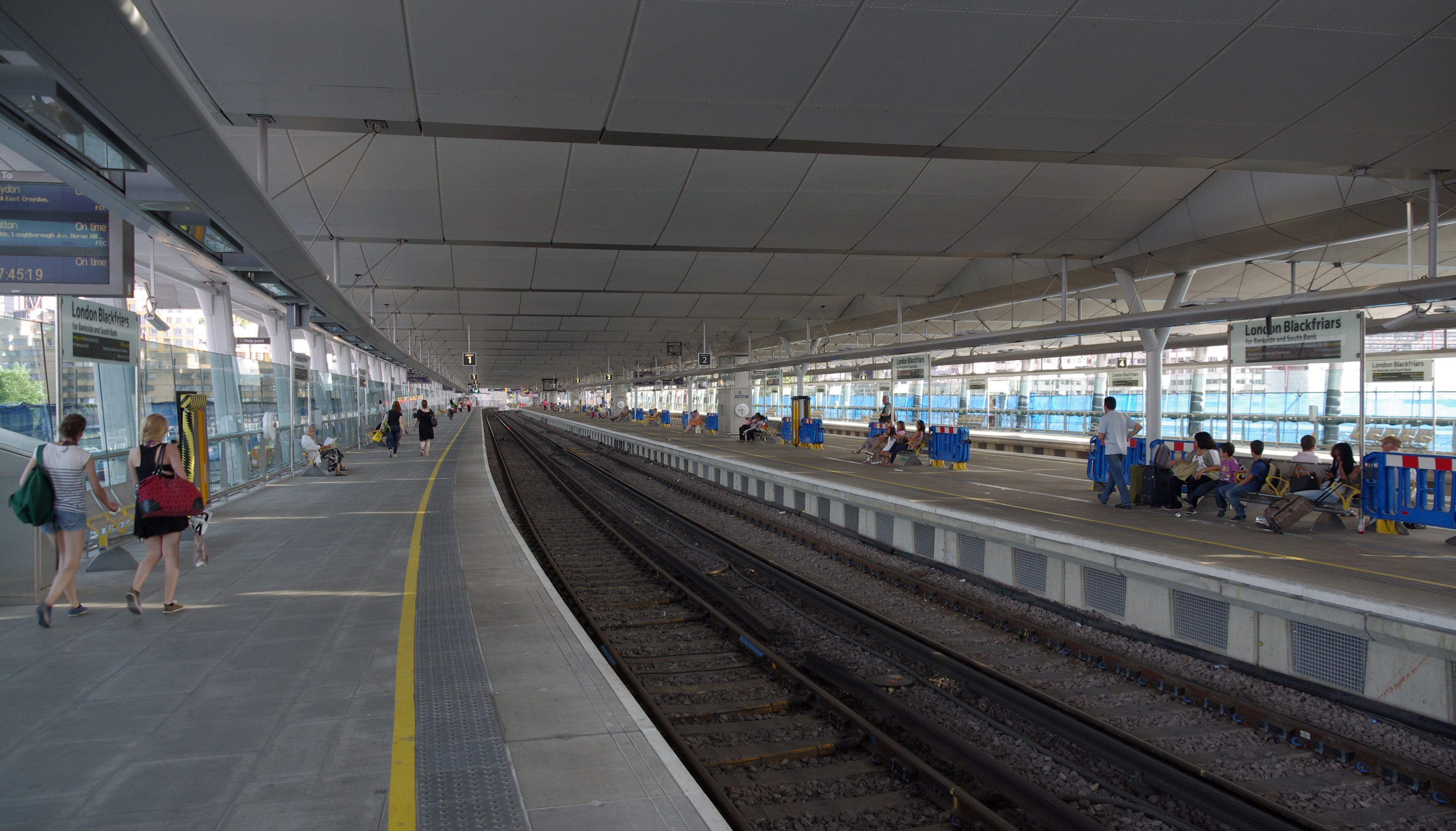
Платформи залізничної станції

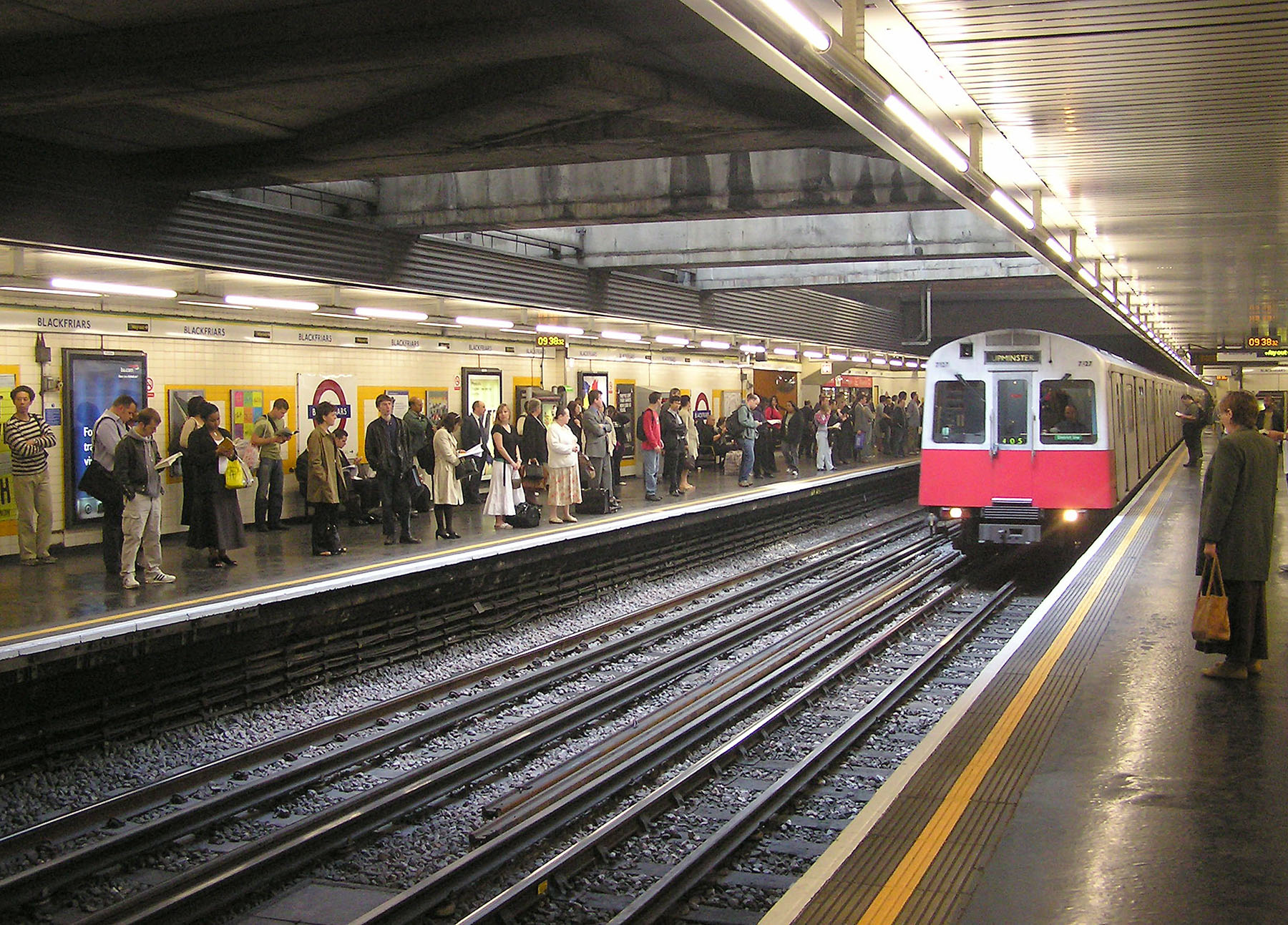
Платформи метростанції

Блекфраєрс (англ. Blackfriars) — станція Лондонського залізничного вузла та Лондонського метрополітену ліній Кільцева та Дистрикт. Станція належить до 1 тарифної зони. Пасажирообіг залізничної станції на 2017 рік становив 10.576 мільйонів осіб
Залізнична станція розташована на залізничному мосту Блекфраєрс через Темзу є естакадного типу має чотири колії, дві з них тупикові, дві — транзитні. Дах станції покрито сонячними батареями для виробництва електроенергії. Вхід на станцію з північного берега Темзи розташований на південній стороні вулиці Королеви Вікторії (Квін-Вікторія-стріт), а вхід на південному березі, відкритий у 2011 році, примикає до Блекфраєрс-роуд..  Залізничну станцію було відкрито London, Chatham and Dover Railway (LC&DR) 10 травня 1886.
Станція метрополітену однопрогінна мілкого закладення з двома береговими платформами, відкрита 30 травня 1870 року. Розташована під Набережною Вікторія. Пасажирообіг метростанції на 2016 рік — 15.45 млн осіб

## Пересадки
- На автобуси оператора London Buses маршрутів 45, 63, 388 та нічних маршрутів N63, N89, N550.
- У кроковій досяжності знаходяться метростанції Меншн-хаус, Темпл, Саутерк